# Tosterups slott
Tosterups slott är ett slott i Tosterups socken i Tomelilla kommun.
Tosterups slott ligger cirka 12 kilometer nordöst om Ystad. Det är med sitt senmedeltida torn ett av Österlens mest intressanta slott. Borgen är trelängad och kringgärdad av vallgrav. Slottets nuvarande exteriör är till största delen från 1760-talet. Tosterups kyrka ligger intill slottet.

## Historia
Gårdens namn skrevs förr Thostrup och Tostorp. Dess äldste kände ägare var Axel Eskilssen av Mulesläkten. Han levde omkring 1330. Med hans dotter Barbara skall gården ha kommit till hennes man, Torkel Nilsson Brahe till Gyllebo. Det uppges att han måst fly och förlorat sina gods, anklagad för mord. Tosterup skall omkring 1440 ha återlämnats till släkten och tillfallit hans sonson Axel Pedersen, men uppgiften är tvivelaktig. Dennes sonson Axel Pedersen var däremot säkert ägare av Tosterup. Hans sonson Jörgen Tygesen Brahe, död 1565, uppförde det höga tornet. Gården gick inom hans släkt i arv på manssidan till 1640. Då såldes den efter Tyge Axelssons död till Tage Thott, skånske kungen. Tosterup tillföll sonens måg Jörgen Krabbe. Det såldes 1688 till generalguvernören Rutger von Ascheberg. Godset kom därefter genom arv till hans dotterson, överste Rutger Barnekow, död 1772. Det köptes 1783 från hans arvingar av generallöjtnant Johan Sparre af Söfdeborg, vars dotter Sophie var gift med greve Carl August Ehrensvärd (1745-1800). Hon gifte om sig 1803 med generallöjtnant Isaac Lars Silfversparre. Han köpte Tosterup 1810 av sin svärmoder och sålde det 1833 till styvsonen, greve Gustaf Karl Albert August Ehrensvärd, död 1860. Vid hans död ärvdes det av sonen utrikesminister Albert Ehrensvärd d.ä., död 1901. Tosterup innehas nu av den sistnämndes sonsons sonson, greve Jan Ehrensvärd som tog över slottet efter sin far greve Jörgen Ehrensvärd.

## Slottet och byggnaderna
Omkring år 1500 blev huvudbyggnaden färdig, med tre våningar, under ledarskapet av Thyge Axelsen Brahe. Tornet tros härstamma från sent 1300-tal då det är äldre. Slottets infart var sannolikt först ordnad västerifrån. Ett infartsvalv tillkom under 1500-talet genom huvudbyggnaden och avslutades med ett porttorn, där den nedre delen än står kvar. Över valvgraven byggdes en vindbro som stod kvar till någon gång på 1800-talet då man ersatte den med den nuvarande fasta bron.
Efter 1483 byggdes troligen borgtornet och de äldsta delarna av borgen, då kung Hans  upphävde förbudet för adeln att uppföra befästa hus. Borgen har lyckats att bevara sitt mycket ålderdomliga utseende trots att under århundradens lopp skett många till- och ombyggnader. Den nuvarande borgen är trelängad, har ett fyrkantigt, fem våningar högt försvarstorn i sydöstra hörnet och är omgiven av vallgravar. Under mitten av 1700-talet sammanbyggdes tornet med borgen, då den från början hade varit fristående i förhållande till de övriga borglängor. Under en längre tid fungerade det som ett sjömärke och sjöfararna blev varnade för sandrevlar vid den farliga sydkusten då man hade en lyckta på Tosterups torn. Men senare byggdes Sandhammarens fyr för att överta den uppgiften.
Idag präglar fortfarande Rutger Barnekows byggnader Tosterup, då han var en flitig byggherre. Nordsidan av huvudbyggnaden försågs med ett trapptorn och kring borggården färdigställdes två flyglar. Vindbron ersattes med en stenbro. ”Barnekowska logen” som ansluter i väster till den nuvarande slottsgrinden är en av hans många ekonomiska byggnader som står kvar.